# Buch der Gebrechen
Das Buch der Gebrechen und zwei Achtbücher sind die ältesten Gerichtsbücher der Stadt Eger (heute Cheb). Sie dokumentieren u. a. Gerichtsfälle, Ächtungen und deren Sühne durch Zahlung von Geldstrafen und das Schwören von Urfehde. Sie bieten der Forschung damit Erkenntnisse über den Ortsadel des Egerlandes und dokumentieren regionale Plackerei und Fehden des Spätmittelalters.
Zu den erhaltenen Egerer Gerichtsbüchern zählen noch weitere Dokumente, darunter Schuldbücher. Das Buch der Gebrechen und die beiden Achtbücher sind nur unvollständig erhalten geblieben, es fehlen jeweils diverse Seiten. Das erste Achtbuch befasst sich mit dem Zeitraum von 1310 bis 1390. Im Zuge seiner Bearbeitung durch den Archivar Karl Siegl gelang es, das zweite, verschollen geglaubte Achtbuch über die Zeit von 1391 bis 1668 wiederzuentdecken und es wurde ebenfalls von Siegl in einer kommentierten Fassung neu herausgegeben.
In die Acht kamen mehrheitlich Fälle von Diebstahl, aber auch Raubmord und Mord bzw. Totschlag. Gesühnte Fälle wurden im Achtbuch ausgestrichen. Die Acht war eine besonders harte Strafe, denn sie erlaubte, den Geächteten zu töten, und untersagte seinen Freunden und seiner Familie, Unterkunft, Essen und Trinken oder andere Hilfen zur Verfügung zu stellen.
Zahlreiche Familienmitglieder aus Adelsfamilien des Egerlandes bzw. des Vogtlandes betätigten sich als Raubritter bzw. Plackerer. Mit dem Niedergang des Ritterstandes waren Überfälle auf Kaufleute lukrativ. Kaiserliche Anordnungen erlaubten die Zerstörung von Raubnestern, was wiederum aufstrebenden Territorialherren ein willkommener Anlass zum Machtausbau war. Die Luxburg und 1352 der Epprechtstein wurden aufgrund ihrer Überfälle auf Kaufleute, u. a. aus Eger, eingenommen. Wenige Jahre nach der Guttenberger Fehde von 1380 schlossen sich zahlreiche Fehdeteilnehmer zu einer Fehde gegen Eger zusammen, vorrangig um Beute zu machen. In der Zeit von 1381 bzw. 1382 bis 1396 bedrohten sie die Stadt und deren Handelswege. Eine besonders auffallende Figur ist Friedrich von Neuberg. Im Buch der Gebrechen füllt sein unter Folter abgerungenes Geständnis mehrere Seiten.